# Чартоны
Чартоны — река в Томской области России, левый приток Итатки. Устье реки находится в 44 км от устья по левому берегу Итатки. Протяжённость реки 12 км. Высота устья 135 м.

## Данные водного реестра
По данным государственного водного реестра России относится к Верхнеобскому бассейновому округу, водохозяйственный участок реки — Чулым от водомерного поста села Зырянское до устья, речной подбассейн реки — Чулым. Речной бассейн реки — (Верхняя) Обь до впадения Иртыша.
Код водного объекта — 13010400312115200021223.